# Oleksij
Oleksij (Олексій) ist ein slawischer männlicher Vorname und als solcher die ukrainische Variante des im russischsprachigen Raum üblichen Vornamens Alexei (Алексей), für weitere Informationen siehe dort.

## Namensträger
- Oleksij Ajdarow (* 1974), belarussisch-ukrainischer Biathlet, Weltmeister
- Oleksij Kowaltschuk (* 1989), ukrainischer Pokerspieler
- Oleksij Lukaschewytsch (* 1977), ukrainischer Weitspringer, Europameister
- Oleksij Mychajlytschenko (* 1963), ukrainischer Fußballtrainer und -spieler, Olympiasieger sowie Vizeeuropameister
- Oleksij Schurawko (1974–2022), ukrainischer Politiker
- Oleksij Sereda (* 2005), ukrainischer Wasserspringer, Europameister
- Oleksij Torochtij (* 1986), ukrainischer Gewichtheber, Olympiasieger